# Sofia de Saxònia-Weinssenfels
Sofia de Saxònia-Weinssenfels (en alemany Sophia von Sachsen-Weißenfels) va néixer a Halle (Saxònia-Anhalt) el 23 de juny de 1654 i va morir a Zerbst el 31 de març de 1724. Era una princesa alemanya de la Casa de Wettin, filla del duc August (1614-1680) i d'Anna Maria de Mecklenburg-Schwerin (1627-1669). Per raó del seu matrimoni esdevingué princesa d'Anhalt-Zerbst.

## Matrimoni i fills
El 18 de juny de 1676 es va casar a Halle (Saxònia-Anhalt) amb Carles Guillem d'Anhalt-Zerbst (1652-1718), fill de Joan VI d'Anhalt-Zerbst (1621-1667) i de Sofia Augusta de Schleswig-Holstein-Gottorp (1630-1680). El matrimoni va tenir tres fills:
- Joan August (1677-1742), casat primer amb la princesa Frederica de Saxònia-Gotha-Altenburg (1675-1709), i després amb Hedwig Frederica de Württemberg-Weiltingen (1691-1752)..
- Carles Frederic (1678-1693).
- Magdalena Augusta (1679-1740), casada amb Frederic II de Saxònia-Gotha-Altenburg (1676-1732).